# Annan (fleuve)
Pour les articles homonymes, voir Annan.
L'Annan est un fleuve du sud-ouest de l'Écosse. 
Il prend sa source sur la colline d'Annanhead et traverse le Devil's Beef Tub, Moffat et Lockerbie, avant de se jeter dans la mer à Annan (Dumfries and Galloway) après un cours de 64 kilomètres.

## Description
L'Annan prend sa source sur la colline d'Annanhead, au nord de Moffat, près de la source du Tweed, et également à proximité de la source du Clyde. Il coule ensuite à travers le Devil's Beef Tub, où il est rejoint par une source secondaire. Il coule ensuite au-delà des villes de Moffat et Lockerbie. Après Moffat, il est rejoint par le Moffat Water (en) coulant vers l'ouest depuis le Loch Skene et l'Evan Water puis vers l'est depuis la partie supérieure du Lanarkshire. En dessous, le fleuve est rejoint par le Kinnel Water (en) à l'ouest et le Dryfe Water (en) à l'est. Il atteint la mer 3 km après le port d'Annan. Le port de Newbie sur l'Annan était autrefois la baronnie de Newbie et se trouvait où le Old Mill Burn à sa confluence avec la rivière.

## Dans la culture
L'Annan apparaît à plusieurs reprises dans les chansons folkloriques des Borders, généralement comme une force maléfique, noyant ceux qui tentent de le traverser. L'une des chansons les plus connues est Annan Waters. Des versions de cette chanson ont été enregistrées par des artistes comme Nic Jones (en) et Kate Rusby.
Dans la bande dessinée en ligne Gunnerkrigg Court, les eaux de l'Annan séparent la Cour de la forêt de Gillitie et marquent la séparation entre la technologie/science et la magie/nature.
Les Decemberists ont enregistré une chanson intitulée Annan Water sur leur album concept d'opéra folk de 2009 The Hazards of Love (en). 